# Szamádhi
A szamádhi (szanszkrit: समाधि) vagy szamápatti egy tudat feletti spirituális tapasztalat, tudatállapot, elragadtatás  vagy a bölcsesség legfelsőbb szintje  a hindu, buddhista, dzsaina, szikh és jóga iskolákban, a mély meditáció (dhjána) gyakorlatán keresztül. A szamádhiban a tudat megnyugszik és egy dologra koncentrál míg a gyakorlatot végző személy tudatánál marad.
A buddhizmusban a nemes nyolcrétű ösvény nyolc eleme közül az utolsó. A hindu rádzsa-jóga (Astanga) hagyományban a Patandzsali jóga-szútráiban ez a legutolsó fokozat.

## Meghatározásai
- Sarbacker: A szamádhi  egy meditációs elmélyedés, amelyet a dhjána gyakorlaton keresztül lehet elérni. [3]
- Diener, Erhard és Fischer-Schreiber: A szamádhi egy non-dualisztikus tudatállapot, amelyben a tapasztaló tudatosság eggyé válik a tapasztalás tárgyával.[6]
- Shankman: Egy olyan tartózkodási hely, amelyben a tudat teljesen megnyugszik, de nem olvad egybe a megfigyelés tárgyával, ezáltal képes a megfigyelésre és belátásra a változó élmények folyamában. [7]
- Srí Csinmoj: A szamádhi a tudat egy spirituális állapota[8]
- Bhagavad Gítá: A tökéletesség szintjét szamádhinak, vagy másképp transznak hívják. Ilyenkor a jóga gyakorlása által az ember elméje minden anyagi tevékenységtől mentes. A jógi ebben az állapotban tiszta elméje segítségével megláthatja önvalóját, s örömet, élvezetet tud meríteni abból. Ezen az örömteli síkon az embernek határtalan lelki boldogságban van része, amelyet transzcendentális érzékszerveivel tapasztal.[9]
- Szvámi Sivananda: A szamádhi egy elragadtatás és az Úrral való áldott egyesülés. Egy tudat feletti spirituális tapasztalat, a tiszta tudatosság állapota.[10]

## Eredete
Rhys Davids szerint a szamádhi kifejezést legelőször a szanszkrit nyelvű Maitrájaníja Upanisad említi.
A szamádhiban végződő dhjána gyakorlatának eredete vita tárgyát képezi. Bronkhorst szerint a dhjána buddhista kifejlesztés volt, viszont Alexander Wynne szerint a brahmanikus gyakorlatokból lett átvéve. Ezeket a gyakorlatokat párosították a tudatosság és belátás meditációihoz, majd újraértelmezték azokat.  A szamádhi élmény négy dhjánára való felosztása, úgy tűnik, hogy buddhista újítás. Ezt vette át később nem teljes formájában a Mokṣadharma, a Mahábhárata egyik része. Kalupahana szerint Buddha egyszerűen csak "visszatért a meditációs gyakorlatokhoz", amelyeket Alara Kálamától és Uddaka Ramaputtától tanult.

## Buddhizmus

### Dhjána
A buddhizmusban a szamádhi a nemes nyolcrétű ösvény nyolc eleme közül az utolsó. A nemes nyolcrétű ösvény a háztulajdonossal kezdődik, aki meghallja a dharma tanításokat és ennek hatására elhagyja otthonát (házát), majd előkészítő gyakorlatok után elkezdi a dhjána gyakorlását.A szamádhi itt a dhjánákra utal, a meditációs szintek fokozatos elmélyítésére. A páli kánonban nyolc egymást követő dhjána állapot szerepel: négy forma meditáció (rúpa dhjána) és négy forma-nélküli meditáció (arúpa dhjána). A kilencedik állapot a Nirodha-Szamápatti.

### A négy dhjána és a négy alak nélküli alap jellemzése
A Maddzshima-nikája 26:34-42, Arijaparijeszana-szuttája ("A nemes keresés") a következőképpen jellemzi a négy rúpa dhjánát ("forma dhjánát"), a négy arúpa dhjánát ("forma nélküli dhjánát") és a sannyá-vedajita-nirodhát (az észlelés és érzés megszüntetését):
első dhjána
"Jobb lesz, ha mi most olyan helyen tanyázunk le, ahol nem tud elérni bennünket a vadfogó és a vadfogó segédei.” […] És olyan helyen tanyáztak le, ahol nem tudta elérni őket a vadfogó és segédei. Ott letanyázva, nem vetették rá magukat a csalétekre, […] és nem ejtette őket kedve szerint zsákmányul a vadfogó a csalétek mellett. Mi ez a hely, ahol nem tudja elérni őket a Kísértő és a Kísértő segédei, szerzetesek? Ha a szerzetes minden vágytól távol, minden bajtól távol, eltávolodása szülte, elmélkedve elgondolkozó, boldog örömben az első révület állapotába (első dhjána) jut. Az ilyen szerzetesről ezt mondják: „Megvakította a Kísértőt, kioltotta a Kísértő szeme világát (Mára), láthatatlanná vált a Kísértő számára.
második dhjána
"Ugyanígy az a szerzetes, aki az irányított gondolatok és kiértékelések lecsillapításával belép és megmarad a második dhjánában: szakadás és öröm fakad a nyugalomból, a gondolatmentes és kiértékeléstől mentes tudatosság összpontosul — önbizalom. Ez a szerzetes megvakította Márát. Nyomok híján elpusztította Mára látását és láthatatlanná vált a Kísértő előtt.
harmadik dhjána
"Ugyanígy az a szerzetes, aki a halványuló szakadás által, egykedvű, tudatos és éber marad, az érzékek örömöt lelnek a testben. Belép és megmarad a harmadik dhjánában, amelyről a Nemesek úgy tartják, hogy 'egykedvű és tudatos', kellemes tartózkodási hely. Ez a szerzetes megvakította Márát. Nyomok híján elpusztította Mára látását és láthatatlanná vált a Kísértő előtt.
negyedik dhjána
"Ugyanígy az a szerzetes, aki hátrahagyta az örömöket és a stresszt belép és megmarad a negyedik dhjánában: az egykedvűség és tudatosság tisztaságába, a sem-öröm-sem-fájdalom állapotába. Ez a szerzetes megvakította Márát. Nyomok híján elpusztította Mára látását és láthatatlanná vált a Kísértő előtt.
A tér végtelensége
Ezen a szinten a tér-idő folyamatosság maradványai, a térbeli-időbeli tudatosság még léteznek, de ez már olyan, mintha minden tartalmát kiürítették volna - mint a határtalan tér. Ez nem eszméletlenség, hanem a tudatosságnak vagy éberségnek egy nagyon finom formája, melyben az én már semmiféle értelemben nincs jelen, mint ahogy nincs jelen semmi olyasmi sem, ami az énnel szembeállítható lenne.
"Ugyanígy az a szerzetes, aki a [fizikai] forma észlelését teljesen meghaladta, az ellenállás észlelésének eltűnésével, nem törődve a diverzitás észleléseivel, belép és megmarad a 'végtelen tér' dimenziójában. Ez a szerzetes megvakította Márát. Nyomok híján elpusztította Mára látását és láthatatlanná vált a Kísértő előtt.
A tudatosság végtelensége
A második forma nélküli dhjána az eloldódott tudatosság, amelyben még a térbeli-időbeli tudatosság érzete is megszűnik. De ez sem eszméletlenség, inkább olyan, mint amikor maga a tudatosság eloldódott mindentől. Nem érintkezik semmivel, nincs kapcsolata semmivel. A tudatosság nem szűnik meg, de egyáltalán semminek sincs a tudatában. Egy nagyon mély, nagyon finom "állapotról" van szó. A mindennapi visszatükröző tudatosság eltűnik. Még az alapvető térbeli tudatosság is megszűnik, bár egy finom éberség megmarad.
"Ugyanígy az a szerzetes, aki a végtelen tér dimenzióját is meghaladja, belép és megmarad a végtelen tudat állapotába. Ez a szerzetes megvakította Márát. Nyomok híján elpusztította Mára látását és láthatatlanná vált a Kísértő előtt.
Az üresség dimenziója
A harmadik forma nélküli dhjána az "üresség". Nincs térbeli-időbeli tudatosság, nincs semmiféle tudati tartalom. Ezért Gautama joggal írja le úgy, mint semmi vagy üresség. Nincs többé semmiféle tudatos éberség - mégsem öntudatlan állapot. Tisztán éber, de oly módon, hogy az a hétköznapi tudatosság számára elképzelhetetlen.
"Ugyanígy az a szerzetes, aki a végtelen tudatosság teljes meghaladásával belép és megmarad az üresség dimenziójában. Ez a szerzetes megvakította Márát. Nyomok híján elpusztította Mára látását és láthatatlanná vált a Kísértő előtt.
A sem észlelés, sem nem-észlelés dimenziója
A negyedik forma nélküli dhjána a sem észlelés, sem nem-észlelés, amelyben nincs gondolkodás, nincsenek érzések és nincs semmiféle észlelő sem. Teljesen zavartalan, koncentrált állapot, ugyanakkor nem is az öntudatlanság űrje és nem is a nirvána állapota.
"Ugyanígy az a szerzetes, aki az üresség dimenzióját meghaladja, belép és megmarad a sem észlelés, sem nem-észlelés tudatállapotába. Ez a szerzetes megvakította Márát. Nyomok híján elpusztította Mára látását és láthatatlanná vált a Kísértő előtt.
Az észlelés és az érzések megszűnése
"Ugyanígy az a szerzetes, aki meghaladja a sem észlelés, sem nem-észlelés dimenzióját, belép és megmarad az észlelés és érzés megszűnésének tudatállapotába. Ezzel a tudatának rossz tulajdonságai teljesen megszűnnek. Ez a szerzetes megvakította Márát. Nyomok híján elpusztította Mára látását és láthatatlanná vált a Kísértő előtt. A világ dolgaihoz nem kötődik tovább, gondtalanul jár, áll, ül és fekszik. Hogy lehet ez? Mert meghaladta a Kísértő hatókörét."

## Hinduizmus
A szamádhi (समाधि) szó jelentése: szilárd elme, amely egyfajta tudatállapotot jelent. A Nirukti védikus értelmező szótár alapján: Amikor az elme szilárd az önvaló megértésében, azt mondják róla, szamádhiban van.
A Bhagavad Gítá meghatározása alapján, amikor azt mondjuk valakiről, hogy szamádhiban van, az azt jelenti, hogy tökéletesen megvalósította az Ísvara (Isten) tudatot, s aki teljes szamádhiban van, az annyit jelent, hogy megvalósította Brahmant, Paramátmát és Bhagavánt és beleolvadt azokba.
A szamádhi közvetlen megismerés, a felsőbbrendű öntudat állapota, az önvaló átélése, az „eggyéválás" eszköze. Egy tudatfölötti állapot, közvetlen látás és élmény, amelyből hiányzik a megtévesztő Én-tudat, de amelyet az igazi öntudat, az önvaló korláttalan öntudatának fénye betölt.  Ekkor ,,a Látó önmagában honol", nem kell többé tükör, hogy közvetve lássa magát. A szamádhiba merült ember a külvilág számára - legalább ideiglenesen - olyan mintha meghalt volna: de létének középpontjában, egyedüli és igazi gyökerében, az önvalóban olyan világos és ragyogóan tiszta öntudattal honol, amilyen a normális síkon egészen elképzelhetetlen. A testben megvalósult üdvösség állapota ez.
A jógában a szamádhi szó a szm-á-dhi szóösszetételként a tudat "össze-szét-tevődésének"abszolút voltát jelenti. A jóga mágikus tudattransz formációja a végső kozmikus igazság (ritambhará pradzsnyá) birtokosává teszi a jógit. Az anyagi kötöttségekből való metafizikai kiemelkedés a makro- és mikrokozmikus jelenségek avatott ismeretét feltételezi.
A valódi jóga legfőbb jellemzője, hogy gyakorlása által az ember fokozatosan eltávolodik az anyagi felfogástól. Ezután – a Bhagavad Gítá fogalmazása alapján – amikor a jógi transzcendentális elméje és értelme segítségével megvalósítja a Paramátmát (Felsőlélek), úgy, hogy az önvalót nem azonosítja tévesen a Felső Önvalóval, eléri a transz, a szamádhi állapotát.
A szamádhit transznak is nevezik. Egy tudat feletti spirituális tapasztalat. Az elme feloldódik az Örökkévalóban vagy Átmanban, mint só a vízben vagy kámfor a lángban. Ez a tiszta tudatosság állapota. Amikor az ember elméje a jóga gyakorlása révén megszabadul minden anyagi tevékenységtől, a jógi tiszta elméje segítségével megláthatja önvalóját (valódi énjét, személyiségének alapját), s örömet, élvezetet merít abból. Ebben az örömteli állapotban határtalan lelki boldogságban van része, melyet transzcendentális érzékszerveivel tapasztal.
A Bhagavad Gítá alapján - a szamádhit azok az emberek, akiket az anyagi, érzéki gyönyörök érdekelnek, vagy akiket az efféle ideiglenes földi dolgok megtévesztenek, nem érhetik el. Őket az anyagi energia működése valamilyen szinten kárhozatra ítéli.
A teljes megvilágosodás igaz-tudásának próbaköve a megkísértetés. Jézust és Buddhát is megkísértette az Anyag megrontó, visszahúzó szelleme. Jézus, hogy isteni igaztudását és tökéletességét az önként magára vállalt emberi létforma korlátozásainak ellenére beteljesítse, maga is elvonult, s elmélyedő szemléletben, jelképesen mondhatjuk: szamádhiban élt negyven napon át a pusztában. Erre neki nem mint Isten fiának, hanem mint embernek volt szüksége: az elvállalt testnek, az anyagnak ellenálló természetét kellett legyőznie.

### Fokozatai
Különböző kisebb szamádhik vannak, és ezek közül a legmagasabb a szavikalpa szamádhi (szanszkrit: सविकल्पसमाधि).
Patandzsali két kategóriába sorolja a szamádhi tudatállapotait. Az első a kozmikus tapasztalás (pradzsnyá) megkülönböztetéssel bíró, szubjektumra és objektumra elkülönülő, a karmikus láncolatba beépülő (szabídzsa) szamádhi-állapota, a szampradzsnyáta. A szamádhi egy még emeltebb fokozatában, az aszampradzsnyáta (felosztás nélküli, személytelen) vagy nirvikapla "különbség nélküli"-ségében az alacsonyabb létfokozatokból való kiszakadás révén a valóság-megismerés az objektum közvetlen és tiszta, érzékfeletti tapasztalásává lesz (param pratjaksama). Ez utóbbit a teljes elkülönülés (kaivalja) közvetlenül megelőző dharma-megha: "a törvény felhője" - tudatfölötti állapota követi, ami lényegében a két szamádhi fokozat szintézisét jelenti.
A szampradzsnyáta- illetve aszampradzsnyáta-szamádhi egymáshoz kapcsolódó tagozódása:
- szampradzsnyáta-szamádhi (szavikalpa szamádhi)

1. vitarka (tárgyra vonatkozó tudatkapcsolódás)
2. vicsára (fogalomra irányuló szubtilis ismeret)
3. ánanda (üdv-állapot)
4. aszmitá (kondicionáltság)

- aszampradzsnyáta-szamádhi

1. aszampradzsnyáta (nirvikalpa)
2. dharma-mégha-szamádhi

A szavilkalpa szamádhiban (सविकल्पसमाधि) egy rövid időre az egyén teljesen elveszíti emberi tudatát. Ebben az állapotban a tér és az idő fogalma teljesen más. Ebben a szamádhiban az egyén teljesen más világban van. Jelen létünkben rengeteg beteljesületlen vágy van bennünk. Ezzel szemben a szavilkalpa szamádhiban azt látjuk, hogy minden el van végezve, semmit nem kell tennünk. Ebből a szamádhiból viszont mindenkinek vissza kell térnie a közönséges tudatba.
A nirvikalpa szamádhi (निर्विकल्प समाधि) a legmagasabb szamádhi, amit a legtöbb spirituális mester elér, és csak akkor, ha már eljutottak a megvalósításhoz. Néhány óráig vagy néhány napig tart, aztán le kell jönni. 

Általában amikor valaki belép a nirvikalpa szamádhiba, nem akar újra  visszatérni a világba. Ha viszont legalább 18 vagy 21 napig ott marad, nagy valószínűsége van annak, hogy elhagyja a testét.
A szahádzs szamádhi messze a legmagasabb típusú szamádhi. Ebben a szamádhiban az ember a legmagasabb tudatban van, de ugyanakkor a fizikai világban dolgozik. E szamádhi csak akkor jön el, amikor az ember létrehozta elválaszthatatlan egységét a Legfelsőbbel. Az, aki elérte ezt a szamádhit és megmarad benne, az minden percben tudatosan és tökéletesen kinyilvánítja Istent és a transzcendentális Legfelsőbb legnagyobb büszkesége.
A szamádhi egyes fokozatai még elbírnak bizonyos definíciókat, de a szamádhi létezőkön túli, metafizikai realitása a hagyományos módszerekkel megközelíthetetlen. Azon kevesek, akik képesek erre a szintre eljutni, megfogalmazhatatlannak tartják élményeiket. Kétségtelen tény, hogy az "ott" tapasztaltakat semmi mással nem lehet összefüggésbe hozni vagy azonosítani. A Jóga-szútrák az extázist egyszerűen és tömören a "más" (anja) szóval adja vissza. A szamádhi újrateremtett létformája az ember igazi Én-jének, primordiális önmagunk átélése, "purusa-természetünk" felmutatása.